# Karin Strenz
Karin Strenz (Lübz, 14 de octubre de 1967–Limerick, 21 de marzo de 2021) fue una política alemana representante del CDU. Se desempeñó como miembro del Bundestag para el estado de Mecklenburg-Vorpommern entre 2009 y 2021.

## Carrera
Strenz nació en Lübz, Mecklenburg-Vorpommern. Se convirtió en miembro del Bundestag después de elección federal alemana del 2009 y fue un miembro del comité de defensa. Strenz estuvo implicada en el escándalo Azerbaijani laundromat. Posteriormente, se le levantó la inmunidad parlamentaria y en enero de 2020 se buscaron varios lugares de Alemania y Bélgica.

## Muerte
El 21 de marzo de 2021, Strenz cayó inconsciente durante un vuelo entre Cuba y Alemania, en el cual, el piloto decidió hacer un aterrizaje imprevisto en el aeropuerto de  Shannon, Irlanda. Más tarde Strenz falleció en el Hospital Universitario Limerick, a los 53 años.